# Dresdner Kreuzchor

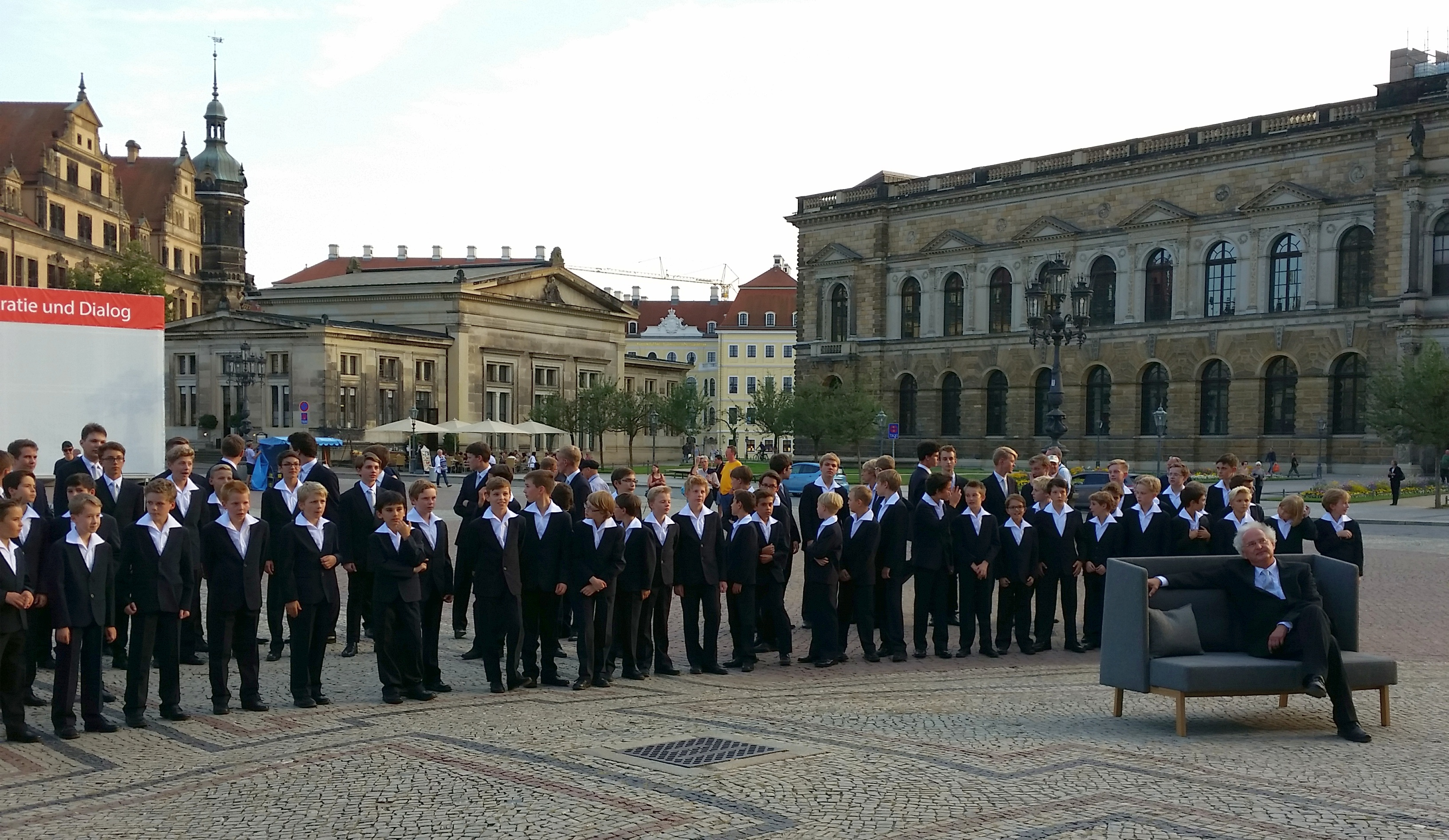
Kreuzchor auf dem Dresdner Theaterplatz, auf dem Sofa Roderich Kreile

Der Dresdner Kreuzchor ist ein weltbekannter Knabenchor aus Dresden mit einer etwa 650-jährigen Tradition. Er zählt nach dem Aachener Domchor, den Regensburger Domspatzen, dem Stadtsingechor zu Halle, dem Bamberger Domchor und dem Leipziger Thomanerchor zu den sechs ältesten Knabenchören Deutschlands.

## Beschreibung
Dem Dresdner Kreuzchor gehören heute 123 aktive Kruzianer – so werden die Chormitglieder genannt – im Alter von 9 bis 19 Jahren an, die als gemischt-stimmiger Knabenchor (Sopran/Alt/Tenor/Bass) musizieren. Die Größe der Besetzung richtet sich nach den jeweils aufzuführenden Werken. Zu Gastspielen reisen durchschnittlich etwa 80 Kruzianer.
Träger des Kreuzchores ist die Stadt Dresden (er ist also kein kirchlicher Chor), wobei die künstlerische Heimstatt des Chores die Kreuzkirche ist. Die Gestaltung der Kirchenmusik für die Vespern und Gottesdienste entspricht seiner ursprünglichen Verpflichtung und bildet zugleich das Fundament seiner künstlerischen Arbeit.
Ein gleichermaßen vielfältiges wie umfassendes Repertoire zeichnet den Chor aus. Es reicht von den frühbarocken Werken des Dresdner Hofkapellmeisters Heinrich Schütz, den Bachschen Passionen, Motetten und Kantaten sowie der Chormusik des 19. Jahrhunderts bis zur Moderne, wie die Uraufführung des Werkes Pilgerfahrten von Chaya Czernowin. Mit zahlreichen Ur- und Erstaufführungen erfährt der Dresdner Kreuzchor immer wieder auch die Beachtung und Anerkennung der Fachkritik und der Öffentlichkeit.
Die gemeinsamen Konzerte mit der Dresdner Philharmonie, der Sächsischen Staatskapelle Dresden oder Spezialensembles für Alte Musik sind fest verwurzelt im Konzertleben der Stadt Dresden.
Regelmäßig wird der Chor zu Fernseh- und Rundfunkaufnahmen verpflichtet. Seit den späten 1950er Jahren produzieren die Kruzianer Tonaufnahmen für angesehene Schallplattenfirmen. Werke aus nahezu allen Epochen der Musikgeschichte wurden seitdem aufgenommen und liegen heute als CDs bei Berlin Classics, Capriccio, Teldec und der Deutschen Grammophon Gesellschaft vor.
Bis zum Abitur erhalten die Kruzianer ihre schulische Ausbildung am Evangelischen Kreuzgymnasium. Jene des ersten Jahrgangs (vierte Klasse) sowie die älteren mit weiteren Heimfahrtswegen wohnen im Alumnat, dem Internat des Chores.
Erfolg und Berühmtheit resultieren nicht allein aus dem spezifischen Klang der Knabenstimmen (auch Kruzianerstimmen genannt), Grundlage dafür sind die tägliche Probenarbeit und ein intensiver Gesangs- und Instrumentalunterricht. Die Synthese zwischen liturgischer Tradition, kontinuierlicher Ausbildung und einer hohen künstlerischen Qualität verhilft dem Ensemble zu weltweiter Ausstrahlung.
Im Jahr 2014 wurde der Dresdner Kreuzchor gemeinsam mit dem Thomanerchor und den Dresdner Kapellknaben vom Land Sachsen für das Immaterielle Kulturerbe nominiert.

## Kreuzschule und Dresdner Kreuzchor

### Geschichte

Der Kreuzchor unter Otto Richter (Mitte), Foto zwischen 1906 und 1930

Am 6. April 1300 wird erstmals urkundlich ein Dresdner Schulmeister erwähnt. Bei dem Anfang der Schule dürfte es sich um eine Pfarrschule gehandelt haben, die im Verlauf des 14. Jahrhunderts bis 1380 in die Verwaltung des Dresdner Rates überging. Der Name Kreuzschule hing mit der Lage in der Nähe der ebenfalls um diese Zeit nach an die vermutlich dem Hl. Nikolaus geweihte Kirche gekommene Reliquie vom Kreuz Christi, für die eigens eine Kapelle, die Kreuzkapelle, angebaut wurde. Die Nikolaikirche wurde wiederum erstmals 1319 als Kreuzkirche bezeichnet. Eine wichtige Aufgabe – schriftlich nachweisbar seit 1371 – besteht in der Ausbildung von Chorknaben, welche für liturgische Gesänge benötigt wurden. Darüber hinaus kommen sie bei der Feier von Gottesdiensten zum Einsatz.
Das tatsächliche Alter des Chores ist nicht exakt belegbar. So wurde die 700-Jahr-Feier des Chores im 20. Jahrhundert gleich fünfmal (davon – mindestens – dreimal festlich) begangen: 1916, 1926, 1931, 1937 und 1947. Nach der so bezeichneten 775-Jahr-Feier im Jahr 1991 führte bereits 1992 der Historiker Karlheinz Blaschke aus: „Es ist nur zu hoffen, dass das Kreuzchorjubiläum von 1991 das letzte ist, das sich auf das Jahr 1216 bezieht, da ein solcher Bezug haltlos ist.“
Auf Grund der erstmaligen schriftlichen Erwähnung von 1371, der Tatsache, dass um diese Zeit die Schule in städtische Trägerschaft überging und der erst ab 1390 nachweisbaren endgültigen Umbenennung der Nikolai- in Kreuzkirche, liegt es nahe, das tatsächliche Alter des Chores für 2016 mit etwa 645 Jahren anzunehmen. Die Annahme, dass die erste Erwähnung Dresdens als Stadt (1216) mit einer Gründung oder Ersterwähnung des Kreuzchores identisch sei, ist durch nichts belegt bzw. belegbar; die 775-Jahr-Feier 1991 des Kreuzchores, wie auch dessen 800-Jahr-Feier 2016 basieren insoweit auf einer unbelegten Behauptung.

### Handschriftenarchiv
In Depots des Kreuzchors fanden sich historische Handschriften und Drucke und Kopien von Handschriften wieder. Um diese schematisch zu erfassen, zu digitalisieren und der Öffentlichkeit bereitzustellen, gründete sich 2013 das privat betriebene Handschriftenarchiv Dresdner Kreuzchor.

### Kreuzkantoren
Kreuzkantoren leiten den Kreuzchor und sind Angestellte der Stadt Dresden in einem besonderen vertraglichen Verhältnis. Mitunter ist der Posten über mehrere Jahrzehnte mit einer Person verbunden, so bei Ernst Julius Otto (Kreuzkantor in den Jahren 1828–1875) und Rudolf Mauersberger (1930–1971).

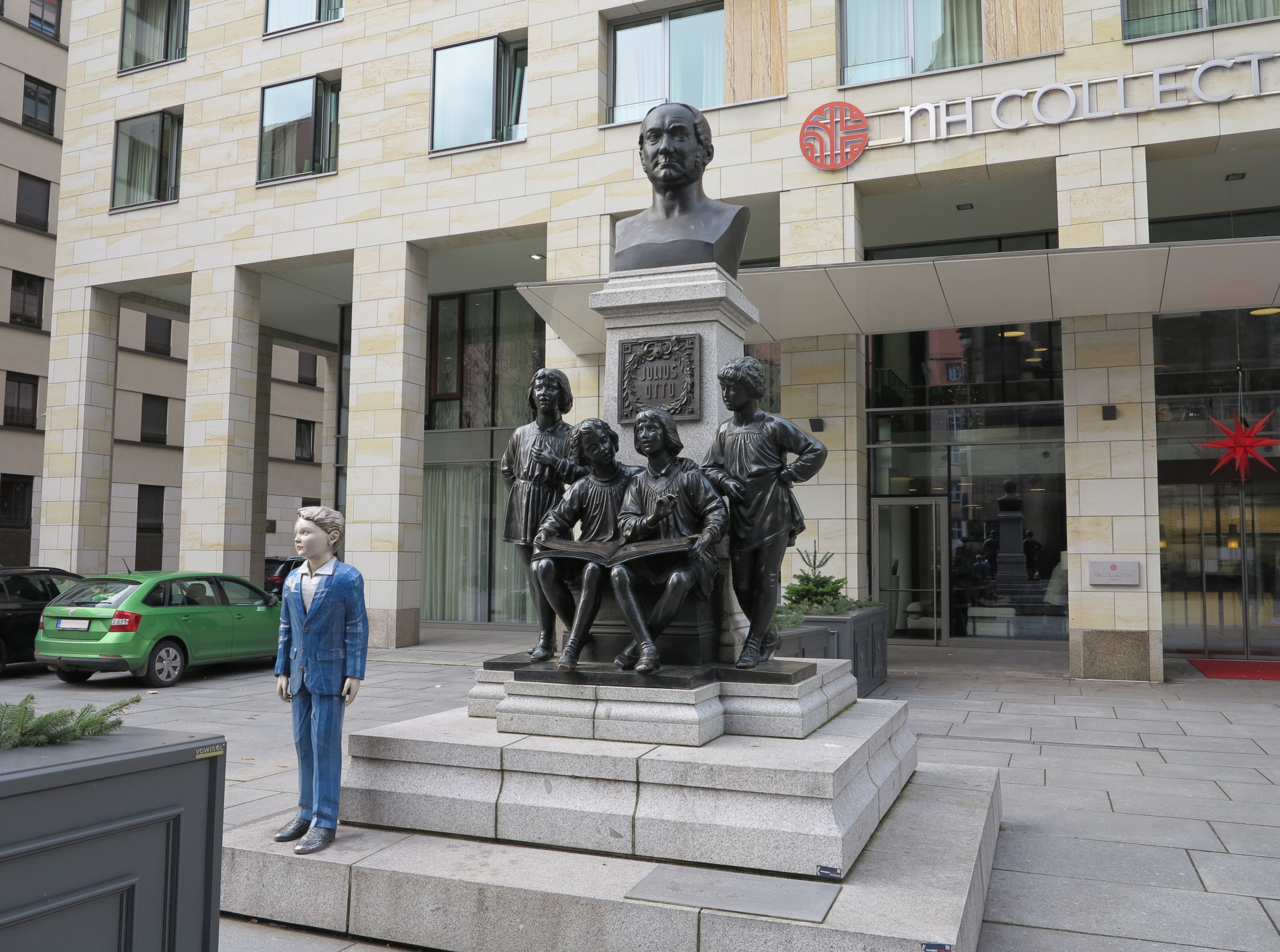
Denkmal für die Kruzianer und den Kreuzchor neben der Kreuzkirche

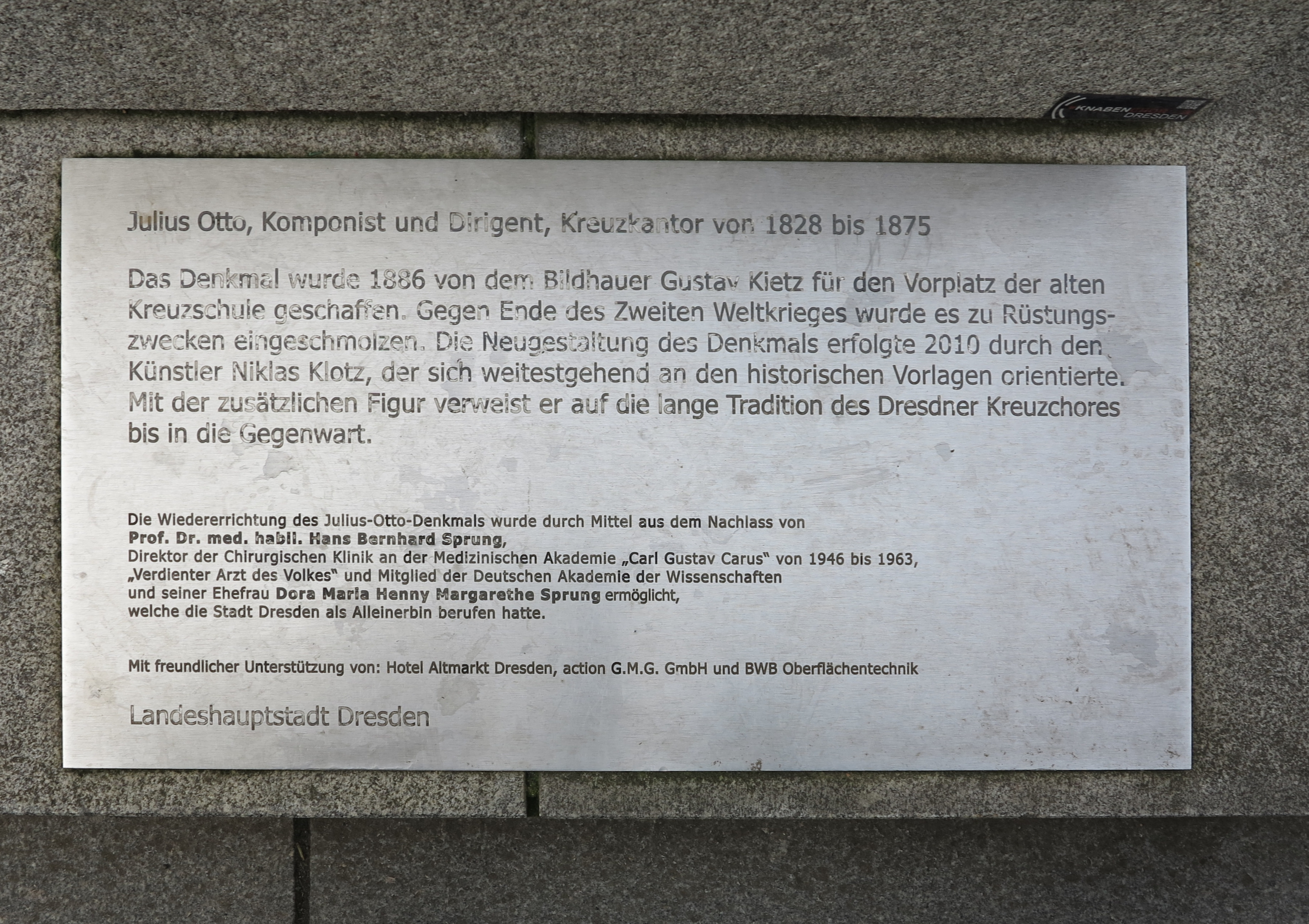
Erklärungstafel zum Denkmal für die Kruzianer

### Kreuzchorvespern
Die jährlich über 20 Kreuzchorvespern am Sonnabend um 17 Uhr verstehen sich als musikalische Andachten und werden regelmäßig von über eintausend Zuhörern besucht.
Die aus dem Altarraum erklingende Chormusik wird durch Orgelspiel, das Wort zum Sonntag, Gemeindechoral sowie Gebet und Segen ergänzt.
Im Advent, zu Weihnachten, bei der Christvesper der Kruzianer, Ostern oder Pfingsten warten die Besucher bereits mehrere Stunden in langer Schlange auf dem Altmarkt, um Einlass in die Kirche zu finden. Und für die Kruzianer sind es jährlich neu erlebte Höhepunkte, vor über dreitausend Menschen musizierend die christliche Botschaft zu verkünden.

### Gottesdienste
Bis zu 25 Mal im Jahr singen die Kruzianer im Gottesdienst am Sonntagmorgen die Motetten von der Chorempore und stimmen die Wechselgesänge mit einer kleinen Chorgruppe in liturgischer Kurrendetracht im Altarraum an. Als Besonderheit gilt ebenso das Psalmodieren der Epistel und des Evangeliums durch einen Kruzianer.

### Konzerte
Die jährlich über zehn Konzerte werden durch das Kirchenjahr bestimmt. Beginnend mit zwei Weihnachtsliederabenden, schließen sich drei Aufführungen der Kantaten 1 bis 3 des Bachschen Weihnachtsoratoriums an, am Jahresbeginn folgen die Kantaten 4 bis 6. Den Gedenktag an die Zerstörung Dresdens im Zweiten Weltkrieg begeht der Chor mit Werken, die dem mahnenden Anlass dieses Tages entsprechen. In der Karwoche steht die zweimalige Aufführung der Bachschen Matthäuspassion auf dem Programm.
In den ersten Sommerwochen erklingt meist ein groß besetztes chorsinfonisches Werk im Rahmen der Dresdner Musikfestspiele.

### Ostermette
Die traditionelle Ostermette des Dresdner Kreuzchores findet seit den 1950er Jahren am Morgen des Ostersonntags statt. Hierin werden nach der Tradition mittelalterlicher Mysterienspiele die biblischen Geschehnisse szenisch dargestellt, begleitet von Musik des früheren Kreuzkantors Rudolf Mauersberger. Seit 2017 wird eine von Peter Kopp bearbeitete Form vorgeführt.

## Tourneen, Konzerte und andere Auftritte

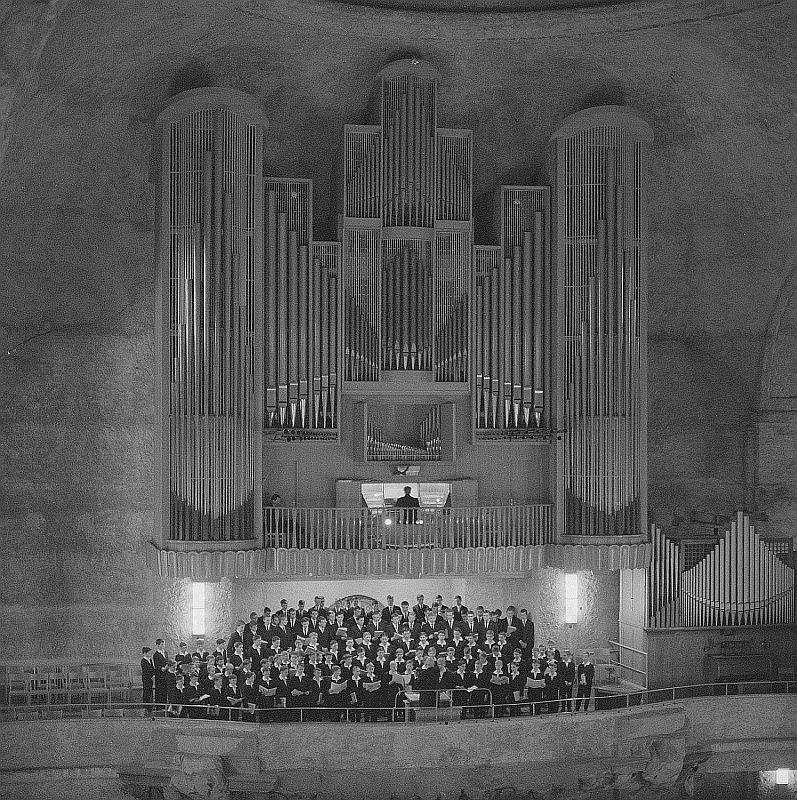
Kreuzchor bei einem Auftritt in der Dresdner Kreuzkirche in den 1960er Jahren

- Die Kruzianer sind Gäste in Kirchen und Konzertsälen des In- und Auslandes. Gastspiele führten den Chor in den letzten Jahren in die USA, nach Japan, Südkorea, Taiwan, Volksrepublik China sowie Kanada. Ferner in viele weitere europäische Länder und in zahllose deutsche Städte. Drei feste Tourneen finden in jedem Jahr statt: im Sommer, Herbst und Winter. Dazu kommen mehrere Kurzreisen.
- Opernhäuser wie die Semperoper Dresden, in früheren Jahren auch die Deutsche Oper Berlin oder die Komische Oper Berlin, engagieren Sänger des Chores regelmäßig als Solisten, beispielsweise als Knabenterzett in der Zauberflöte oder als Hirtenknabe in Tosca.
- Der Dresdner Kreuzchor gestaltet regelmäßig die Gottesdienste in der Kreuzkirche mit Liturgiegesängen sowie Motetten und Kantaten.
- An manchen Sonnabenden singt der Chor in der „Vesper“ der Kreuzkirche, einer musikalisch-liturgischen Abendandacht von etwa 60 Minuten Dauer.
- Insgesamt singen die Kruzianer mehr als 100 Mal im Jahr: etwa 50 Gottesdienste und Vespern, 10 Konzerte in der Kreuzkirche sowie 40 Konzerte auf Tourneen und Gastspielen. Jährlich erleben 150.000 Besucher die Aufführungen des Chores.[7]
- Anlässlich der 800-Jahr-Feier des Chors wurde 2015 ein Adventskonzert im Dresdner Stadion vor über 15.000 Zuschauern veranstaltet.[8] Daraus wurde eine jährliche Tradition. 2020 musste das Konzert aufgrund der Corona-Pandemie abgesagt werden, es wurde jedoch als Ersatz ein Studioalbum veröffentlicht.[9] Damit konnte sich der Kreuzchor in den deutschen Charts platzieren.

## Bekannte ehemalige Kruzianer
- Theo Adam (1926–2019), Sänger (Bass), Opernregisseur
- Hansjörg Albrecht (* 1972), Chordirigent, Leiter des Münchener Bach-Chores
- Olaf Bär (* 1957), Sänger (Bariton)
- Jens Bauditz (* 1981), Dirigent, Leiter des Neuen Knabenchores Hamburg
- Ludwig Blochberger (* 1982), Schauspieler
- Henryk Böhm, Sänger (Bariton)
- Wolfram Böhme (1937–2011), Lyriker, Mundartdichter
- Matthias Brauer (* 1950), Chorleiter
- Volker Bräutigam (1939–2022), Komponist, Kirchenmusiker
- Dankwart Brinksmeier (* 1956), Pfarrer
- Michael von Brück (* 1949), Religionswissenschaftler, Theologe, Pfarrer, Autor, Zen-Lehrer, Yoga-Lehrer.
- Christian Collum (* 1943), Kirchenmusiker
- Atlas Crusius (1606–1679), ehemaliger Bürgermeister der Stadt Chemnitz
- Matthias Eisenberg (* 1956), Organist, Cembalist, Kirchenmusiker
- Helmar Federowski (* 1946), Musiker, Tontechniker
- Wolfgang Fischer (1932–2011), Kirchenmusiker
- Clemens Flämig (* 1976), Sänger (Tenor), Dirigent und Leiter des Stadtsingechores zu Halle
- Matthias Geissler (* 1946), Chordirigent der Dresdner Philharmonie
- Johannes Gelbke (1846–1903), Komponist, Musiker
- Christfried Göckeritz (* 1953), Dirigent, 2004–2012 Rektor der Hochschule für Musik und Theater Rostock
- Friedrich Goldmann (1941–2009), Komponist, Dirigent
- Andreas Göpfert (* 1947), Chorleiter, Musikpublizist
- Carl Heinrich Graun (1704–1759), Komponist, Kapellmeister, Sänger
- Johann Gottlieb Graun (1702–1771), Komponist und Violinist
- Friedbert Groß (* 1937), Musikpädagoge, Komponist, Politiker
- Marius Haas (* 1945), Diplomat
- Peter Habermann (* 1959), Gesangspädagoge, Chorleiter, u. a. Rundfunk-Jugendchor Wernigerode und Kammerchor Wernigerode
- Hartmut Haenchen (* 1943), Dirigent
- Siegfried Heinrich (1935–2023), Kirchenmusiker, Chorleiter
- Andreas Herrmann (* 1953), Schauspieler
- Matthias Herrmann (* 1955), Musikwissenschaftler
- Franz Herzog (1917–1986), Musikpädagoge, Chorleiter, Komponist, Gründer des Göttinger Knabenchores
- Torsten Hofmann (* 1966), Sänger (Tenor), Deutsche Oper am Rhein, Staatsoper Stuttgart
- Franz Holzweißig (1928–2018), Ingenieur
- Volker Jaeger (* 1941), Chorleiter und Sänger (Tenor)
- Wilfried Jentzsch (* 1941), Komponist
- Ulrich Kaiser (* 1973), Kirchenmusiker, ehemaliger Leiter des Neuen Knabenchores Hamburg und des MDR-Kinderchores, Leiter des Knabenchores Unser Lieben Frauen Bremen
- Steffen Kammler (* 1965), Dirigent, Chordirektor Norwegischen Staatsoper, Oratorienchor Cæciliaforeningen, Oslo
- Ekkehard Klemm (* 1958), Dirigent, Komponist, Rektor der Hochschule für Musik Carl Maria von Weber Dresden, Leiter der Singakademie Dresden
- Richard Klemm (1902–1988), Cellist, Komponist
- Christoph Kleemann (1944–2015), Pfarrer, Oberbürgermeister, Lehrer
- Matthias Klingner (* 1954), Institutsleiter des Fraunhofer IVI in Dresden
- Christoph König (* 1968), Dirigent
- Peter Kopp (* 1967), Gründer und Chorleiter des Vocal Concert Dresden, ehemaliger Chordirigent des Kreuzchores (1995–2017)
- Sebastian Kranich (* 1969), evangelischer Theologe
- Hermann Kretzschmar (1848–1924), Musikwissenschaftler
- Frieder Lang (* 1950), Sänger (Tenor) und Gesangsprofessor
- Wolfram Lattke (* 1978), Sänger (Tenor)
- Christian Lehmann (* 1954), Komponist, Kirchenmusiker
- Martin Lehmann (* 1973), Chordirigent, ehemaliger Leiter der Wuppertaler Kurrende und des Windsbacher Knabenchores, Leiter des Dresdner Kreuzchores seit 2022
- Friedrich Hermann Löscher (1860–1944), Pfarrer, Heimatforscher
- Heinrich Magirius (1934–2021), Kunsthistoriker, Denkmalpfleger
- André Marchand (1945–2021), Pianist
- Eckehard Mayer (* 1946), Komponist
- Rolf-Hans Müller (1928–1990), Komponist, Dirigent
- Johann Gottlieb Naumann (1741–1801), Komponist, Kapellmeister
- Andreas Pabst (* 1979), Dirigent, Pianist und Arrangeur
- René Pape (* 1964), Opernsänger (Bass)
- Günter Paulik (* 1943), Bürgermeister der Stadt Neusalza-Spremberg (1990–2008)
- Martin Petzoldt (1946–2015), Theologe, Vorsitzender der Neuen Bachgesellschaft
- Tobias Pöche (* 1978), Sänger (Tenor)
- Hermann Christian Polster (* 1937), Sänger (Bass)
- Franns Wilfried Promnitz von Promnitzau (* 1952), Sänger (Tenor), Musiker, Dirigent
- Hans-Christoph Rademann (* 1965), Gründer und Leiter des Dresdner Kammerchores, Leiter der Gaechinger Cantorey, ehem. Leiter des RIAS Kammerchores,
- Horst Rasch (* 1953), Ingenieur, Politiker
- Torsten Rasch (* 1965), Komponist
- Rolf Reuter (1926–2007), Dirigent und Komponist, Generalmusikdirektor
- Karl Richter (1926–1981), Bachinterpret, Chorleiter, Dirigent, Musiker
- Sören Richter (* 1984), Tenor
- Ludwig Schnorr von Carolsfeld (1836–1865), Opernsänger (Tenor)
- Ernst Gerold Schramm (1938–2004), Sänger (Bariton/Bass)
- Peter Schreier (1935–2019), Sänger (Tenor), Dirigent
- Andreas Schröder (1939–2025), Kirchenmusiker
- Joachim Schröter (1931–2022), Physiker
- Volker Schurig (* 1940), Chemiker
- Jens Sembdner (* 1967), Sänger (Die Prinzen)
- Siegfried Sieber (1885–1977), Pädagoge, Heimatforscher
- Wolfram Steude (1931–2006), Musikwissenschaftler, Musiker
- Eckehard Stier (* 1972), Dirigent des Auckland Philharmonia Orchestra
- Eric Stokloßa (* 1979), Sänger (Tenor)
- Hans Thamm (1921–2007), Gründer des Windsbacher Knabenchores
- Helmut Tramnitz (1917–2007), Musikwissenschaftler, Organist
- Paul Umlauft (1853–1934), Komponist, Chordirigent, Musikkritiker
- Wolfgang Unger (1948–2004), Kapellmeister, Chorleiter
- Stefan Vanselow (* 1980), Kirchenmusikdirektor in Hameln
- Lothar Voigtländer (* 1943), Komponist
- Sebastian Wartig (* 1989), Sänger (Bariton)
- Wolfgang Weidlich (1931–2015), Physiker
- Eberhard Wilms (1940–2022), Historiker und Schulbuchautor
- Manfred Winter (* 1935), Gründer des Knabenchores Dresden
- Achim Zimmermann (* 1958), Dirigent, Leiter der Berliner Singakademie und des Bach-Chors Berlin
- Udo Zimmermann (1943–2021), Komponist, Dirigent, Intendant
- Michael Zumpe (* 1955), Sänger (Bariton), Chorleiter
- Christian Hauschild (1939–2010), Dirigent

## Vokalgruppen ehemaliger Kruzianer
- Dresdner Vocalisten
- Five Gentlemen
- Collegium Canticum Dresden[10]
- canta d’elysio[11]
- echo[12]
- arcanum musicae[13]
- Vokalgruppe VIP[14]
- In Voce Veritas[15]
- Sonus Aeternushttps://www.sonus-aeternus.de/.
- Millenium Ensemble[16]

## Preise und Auszeichnungen
- 2005 wurde der Dresdner Kreuzchor mit dem Brahms-Preis der in Heide ansässigen Brahms-Gesellschaft Schleswig-Holstein ausgezeichnet.[17]
- 2013 wurde dem Kreuzchor im Rahmen der ersten China-Tournee der Ehrenpreis des Shanghai Arts Festivals verliehen. Nachdem die Konzertagentur vor Schwierigkeiten mit der chinesischen Zensurbehörde gewarnt hatte, strich der Kreuzchor das Lied Die Gedanken sind frei aus dem Repertoire dieser Tournee.[18] Damit sollten „etwaige Fragen nach einer Textübersetzung vermieden werden, um die rechtzeitige Erteilung einer Einreisegenehmigung nicht zu gefährden“, erklärte dazu die Leitung des Kreuzchores, „eine politische Demonstration mit Minderjährigen sei nicht zu vertreten“.[19]
- Ferner ist der Chor Träger des Europäischen Chorpreises.
- Im Dezember 2014 wurden der Dresdner Kreuzchor als einer von drei Sächsischen Knabenchören in das Verzeichnis des immateriellen Kulturerbes in Deutschland aufgenommen.[20]

## Schriftenreihe des Dresdner Kreuzchores
Die Schriften des Dresdner Kreuzchores werden im Auftrag des Dresdner Kreuzchores seit 2014 von Matthias Herrmann im Tectum Verlag Marburg / Baden-Baden mit freundlicher Unterstützung des Fördervereins Dresdner Kreuzchor e. V. herausgegeben.

## Filmdokumentation
- „Gott zur Ehr, der Stadt zum Segen – 800 Jahre Dresdner Kreuzchor“, Dokumentarfilm – Produktion, Drehbuch und Regie: Heike Bittner. 2016.
- Dresdner Kreuzchor – Kreuzchor: Engel, Bengel und Musik. MDR-Dokumentation, Regie Jana von Rautenberg, seit 2006; DVD: Edel Records, Teile 1–8, 2007; Teile 9–13, 2007.